# Akt
Akt (lat. actus čin, spis; golo tijelo) je općenito sinonim za neku radnju, spis, djelo, čin. Na talijanskom (atto) i engleskom (act) ima još značenja.
U kazalištu - čin, dio kazališne predstave.
U likovnoj umjetnosti – prikaz nagog ljudskog tijela u različitim položajima, pokretima i držanjima; tema umjetničkih djela od prapovijesti do danas, prikazan samostalno ili unutar kompozicije; u različitim materijalima i svim slikarskim i kiparskim tehnikama.
Poluakt je prikaz gornjeg dijela gola tijela.